# Hollywood (Madonna)
Hollywood è una canzone folk rock della cantautrice statunitense Madonna. È il secondo singolo estratto dall'album American Life, pubblicato in tutto il mondo nel luglio del 2003.

## Descrizione
Se con il primo singolo American Life Madonna aveva scatenato un polverone negli USA con i suoi attacchi allo stile di vita americano, determinando polemiche e dibattiti, nonché un calo delle vendite dell'album e del singolo, con Hollywood Madonna si spinge oltre: questa volta la cantante attacca lo star-system di Hollywood, scorgendo nella mecca del cinema statunitense il simbolo per eccellenza della superficialità e della distrazione dalla spiritualità umana, nonché il luogo per eccellenza in cui l'uomo può perdere la sua essenza di essere umano tentando un facile successo.

## Il video
Il video è stato filmato negli Universal Studios a Universal City, diretto da Jean Baptiste Mondino (che aveva già lavorato con Madonna, dirigendo Justify My Love, il video più scandaloso della cantante), ritrae immagini di donne diverse, dedite comunque alla superficialità, al denaro ed al successo. Negli Stati Uniti, la première è arrivata il 23 giugno 2003 su VH1. Madonna era interessata alle opere del fotografo francese Guy Bourdin e ha dichiarato che le sue fotografie erano "sofferenti e interessanti. Le ragazze, se le guardi in volto, sono davvero bizzarre". Le immagini sono volutamente sciatte, proprio a sottolineare il degrado che circonda certi ambienti occidentali. Il punto più forte del video è quando una ricca signora si fa iniettare del botox nella labbra per ringiovanire: la sequenza scioccò talmente la commissione di censura statunitense tanto da far ritirare il video dai network televisivi nordamericani.
La famiglia dell'artista Guy Bourdin ha fatto causa alla cantante per aver attinto dal materiale dell'artista in modo illegale: per aver rubato e duplicato 11 pellicole senza nessuna autorizzazione o merito, cercando di alterare qualche scena con qualche piccolo particolare. Secondo un giornale inglese, notizia confermata poi anche dal curatore dell'esposizione, la cantante è stata notata mentre si dirigeva fuori dal Victoria and Albert Museum di Londra una settimana prima della realizzazione del video. La causa è stata vinta dalla famiglia di Guy Bourdin con un grosso risarcimento.

## Remix ufficiali
- Jacques Lu Cont's Thin White Duck Mix
- The Micronauts remix
- Oakenfold full remix
- Deepsky's Home sweet Home vocal remix
- Calderone and Quayle Glam mix

## Tracce
CD singolo Stati Uniti
1. Hollywood (Radio Edit) – 3:42
2. Hollywood (Oakenfold Full Mix) – 7:01
3. Hollywood (Deepsky's Home Sweet Home Vocal Remix) – 7:34

CD maxisingolo (Stati Uniti, Australia, Europa)
1. Hollywood (Radio Edit) – 3:42
2. Hollywood (Jacques Lu Cont's Thin White Duck Mix) – 7:09
3. Hollywood (The Micronauts Remix) – 6:25
4. Hollywood (Oakenfold Full Remix) – 7:00
5. Hollywood (Deepsky's Home Sweet Home Vocal Remix) – 7:34
6. Hollywood (Calderone & Quayle Glam Mix) – 9:22

Vinile 12" (Stati Uniti, Germania, Regno Unito)
1. Hollywood (The Micronauts Remix) – 6:25
2. Hollywood (Oakenfold Full Remix) – 7:01
3. Hollywood (Calderone & Quayle Glam Mix) – 9:22
4. Hollywood (Jacques Lu Cont's Thin White Duke Mix) – 7:09
5. Hollywood (Oakenfold 12" Dub) – 7:01
6. Hollywood (Deepsky's Home Sweet Home Vocal Remix) – 7:34

## Successo commerciale
Gli States sembrano non gradire la critica di Madonna allo Star system e tanto che il pezzo raggiunge un record negativo: la canzone non entrerà nella classifica dei singoli più venduti. Prima di questo singolo in 20 anni di carriera Madonna aveva piazzato tutti i suoi lavori in classifica. Il singolo ha raggiunto però la numero uno nelle classifiche componenti Dance Club Songs e Hot Dance Singles Sales di Billboard. Il debutto dei remix di Hollywood nella classifica Dance Singles Sales ha fruttato a Madonna la più lunga catena di singoli alla numero uno in questa classifica, con Hollywood piazzatosi sesto di fila. Hollywood è divenuta la ventiduesima numero uno di Madonna nella Dance Singles Sales, il che ha reso la popstar regina della classifica. Nella Billboard Hot Singles Sales, il brano ha esordito alla numero quattro ma non ha sbancato con vendite sufficienti per spuntare nella Billboard Hot 100.

## Classifiche

### Classifiche settimanali
| Classifica (2003)        | Posizione massima |
| ------------------------ | ----------------- |
| Australia                | 16                |
| Austria                  | 34                |
| Belgio (Fiandre)         | 14                |
| Belgio (Vallonia)        | 32                |
| Canada                   | 5                 |
| Danimarca                | 12                |
| Finlandia                | 8                 |
| Francia                  | 22                |
| Germania                 | 21                |
| Italia                   | 3                 |
| Paesi Bassi              | 20                |
| Regno Unito              | 2                 |
| Spagna                   | 2                 |
| Stati Uniti (dance club) | 1                 |
| Svezia                   | 19                |
| Svizzera                 | 15                |

### Classifiche di fine anno
| Classifica (2003) | Posizione |
| ----------------- | --------- |
| Italia            | 54        |